# Mount Morton
Mount Morton är ett berg i Antarktis. Det ligger i Västantarktis. Argentina, Chile och Storbritannien gör anspråk på området. Toppen på Mount Morton är 1 053 meter över havet, eller 278 meter över den omgivande terrängen. Bredden vid basen är 4,3 km.
Terrängen runt Mount Morton är kuperad åt nordost, men åt sydväst är den bergig. Trakten är obefolkad. Det finns inga samhällen i närheten.